# میسک برحد
میسک برحد (به انگلیسی: MISC Berhad) شرکت ترابری دریایی مالزیایی است، که در زمینه کشتیرانی، خدمات لجستیکی، مدیریت بنادر و خدمات انبارداری فعالیت می‌کند.
شرکت میسک برحد در سال ۱۹۶۸ تحت نام شرکت کشتیرانی بین‌المللی مالزی برحد توسط دولت مالزی تأسیس شد. این شرکت در سال ۲۰۰۵ فرایند خصوصی‌سازی را آغاز کرد، که در پی آن نام شرکت به میسک برحد تغییر یافت و هم‌اکنون شرکت پتروناس مالک اکثریت سهام آن می‌باشد.
دفتر مرکزی این شرکت در شهر کوالالامپور قرار دارد و بخشی از سهام آن در بازار بورس مالزی معامله می‌شود.
میسک برحد هم‌اکنون با در اختیار داشتن ۱۲۵ کشتی نفت‌کش، ۳۰ کشتی کانتینری، ۱۰ شناور FPSO و ۱۶ سکوی شناور و نیمه‌شناور حفاری فراساحلی، به‌عنوان زیرمجموعه‌ای از شرکت پتروناس فعالیت می‌کند.